# Josef Blösche
Joseph Blöche (Friedland in Böhmen, 5 febbraio 1912 – Lipsia, 29 luglio 1969) fu un membro del partito nazista che prestò servizio nelle SS e nelle SD durante la seconda guerra mondiale. Blösche sparò e uccise molti ebrei e ne mandò molti altri a morire nei campi di sterminio.
Blösche divenne noto al mondo perché fu fotografato con le forze delle SS che sopprimevano la rivolta del ghetto di Varsavia, come pubblicato nel Rapporto Stroop. La foto ritrae un ragazzino che si arrende in primo piano e Blösche mentre sorveglia il gruppo. Il Rapporto è stato utilizzato per perseguire ex nazisti per crimini di guerra . Per i suoi crimini di guerra, Blösche fu giudicato colpevole e condannato a morte; fu giustiziato a Lipsia il 29 luglio 1969.

## Carriera
Blösche nacque a Friedland in Böhmen, nel Regno di Boemia, parte dell'Impero austriaco (oggi Frýdlant, Repubblica Ceca). Si trovava nella parte settentrionale della Boemia, molto vicino agli attuali confini con Germania e Polonia. I suoi genitori erano di etnia tedesca: suo padre, Gustav Blösche, possedeva una fattoria e una Gasthaus (locanda di campagna). Josef iniziò a lavorare nella fattoria e nella locanda mentre andava a scuola, ma suo padre non lo fece proseguire con gli studi quando aveva 14 anni per farlo lavorare a tempo pieno.
Blösche partecipò a organizzazioni giovanili di destra che promuovevano cause naziste, e si unì al Partito tedesco dei Sudeti, un gruppo filo-nazista che sosteneva l'espansione tedesca. Nel 1938 si unì al partito nazista e alle SS dopo che la Germania annesse i Sudeti. Blösche, che in precedenza si era offerto volontario per le SS locali, fu arruolato dalle Waffen-SS il 4 dicembre 1939 e il giorno dopo fu assegnato all'addestramento al castello di Pretzsch. Completò la sua formazione il 14 marzo 1940 e fu assegnato a Varsavia. Poco dopo fu assegnato al pattugliamento di 6 miglia (9,7 km) del fiume Bug.
Dopo aver prestato servizio a Varsavia con le SS, entrò a far parte del Sicherheitsdienst (SD; Servizio di sicurezza), una divisione delle SS. Nel 1941 fu brevemente trasferito sul fronte orientale, dove prestò servizio con gli squadroni della morte mobili, gli Einsatzgruppen. Partecipò alle esecuzioni nelle parti occupate dell'Unione Sovietica, prima di essere trasferito di nuovo a Varsavia. Servì nell'avamposto del ghetto di Varsavia della SD a metà del 1942, quando iniziò la deportazione di massa degli ebrei da lì al campo di sterminio di Treblinka. Blösche diede la caccia a molti ebrei che si nascondevano dalla deportazione. Nel gennaio 1943, durante un'altra ondata di deportazioni nei campi di sterminio, prese parte a un'altra perquisizione, che comportò anche frequenti omicidi o esecuzioni. Partecipò alla fucilazione di circa 1.000 ebrei nel 1943.
Gli ebrei gli diedero il soprannome di "Frankenstein" per la sua brutalità, incluso lo stupro e l'uccisione di donne nel ghetto. Insieme ad altri membri delle SS, partecipava a spedizioni nel ghetto in cui avrebbe sparato a ebrei a caso per terrorizzare i residenti. Partecipò alla soppressione della rivolta del ghetto di Varsavia e ricevette la Croce al merito della guerra tedesca per le sue azioni durante la rivolta. In seguito prese parte alla soppressione della rivolta di Varsavia.
Nel maggio 1945 si arrese all'Armata Rossa e divenne prigioniero di guerra dell'Unione Sovietica. Blösche è stato inviato in un campo amministrato dal GUPVI (Amministrazione principale per gli affari dei prigionieri di guerra e internati). All'inizio del 1946 fu rimpatriato nella regione di Ostrava in Cecoslovacchia, ancora internato. Nell'agosto 1946 mentre lavorava in una miniera di carbone, fu colpito da un paranco in discesa e subì una frattura al cranio e gravi lesioni facciali. Fu ricoverato nell'ospedale di Ostrava.
Nel 1947 il suo campo di lavoro fu sciolto e Blösche fu liberato. Le sue cicatrici sul viso lo protessero dalla scoperta come una delle truppe delle SS che sono state raffigurate nelle foto ufficiali scattate dai tedeschi del ghetto di Varsavia. Si trasferì a Urbach in Turingia, nella Germania Est, per iniziare a vivere una vita normale. Lì incontrò una donna tedesca di nome Hanna Schönstedt, madre e vedova di guerra, ed assieme ebbero due figli prima che lei accettasse di sposarlo. Divenne un mastro commerciante in una fabbrica di cloruro di potassio a Menteroda.

## Processo e condanna

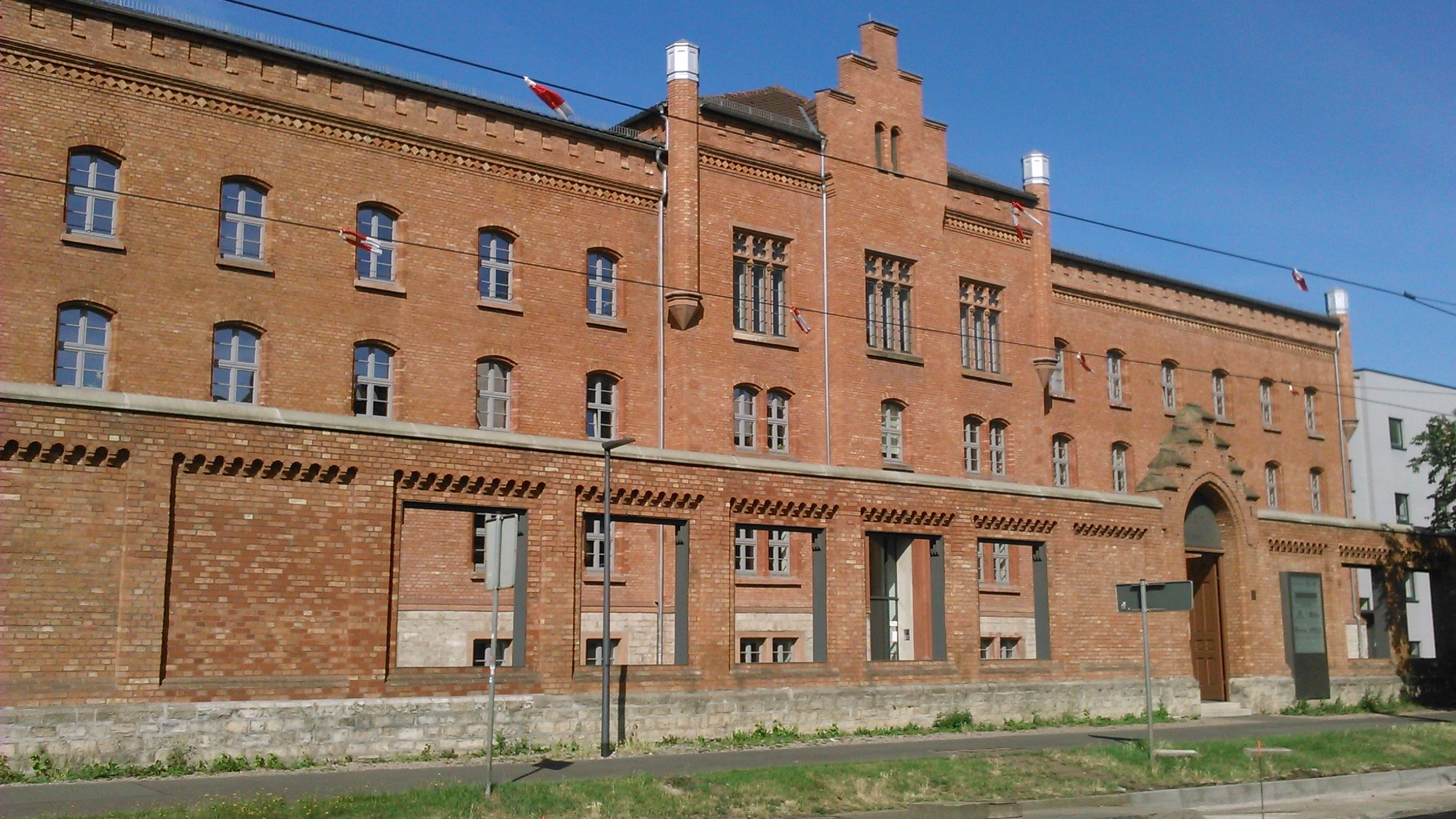
Prigione di Erfurt, dove Blösche fu detenuto durante il processo nel 1969.

Nel 1961 un ex conoscente delle SS sotto processo ad Amburgo collegò Blösche alle atrocità che aveva commesso a Varsavia. Blösche fu infine trovato a Urbach, dove fu arrestato dalla Stasi l'11 gennaio 1967. Fu detenuto nella prigione di Hohenschönhausen a Berlino. Fu processato ad Erfurt nell'aprile 1969 e condannato per crimini contro l'umanità. I testimoni al processo lo descrissero come un sadico insensibile.

Durante il processo, il giudice chiese a Blösche degli eventi raffigurati nella famosa fotografia del ragazzo del ghetto di Varsavia:
Giudice: "Lei era con una mitragliatrice ... contro un ragazzino che ha estratto da un edificio con le mani alzate. Come reagirono quegli abitanti in quei momenti?"

 Blösche: "Avevano una paura tremenda."
Giudice: "Questo si riflette bene in quel ragazzino. Cosa ne pensava?"

 Blösche: "Abbiamo assistito a scene come queste ogni giorno. Non potevamo nemmeno pensare."
Blösche fu condannato a morte e giustiziato a Lipsia all'età di 57 anni, il 29 luglio 1969, con un colpo di pistola alla nuca.

## Galleria: Rivolta del Ghetto di Varsavia

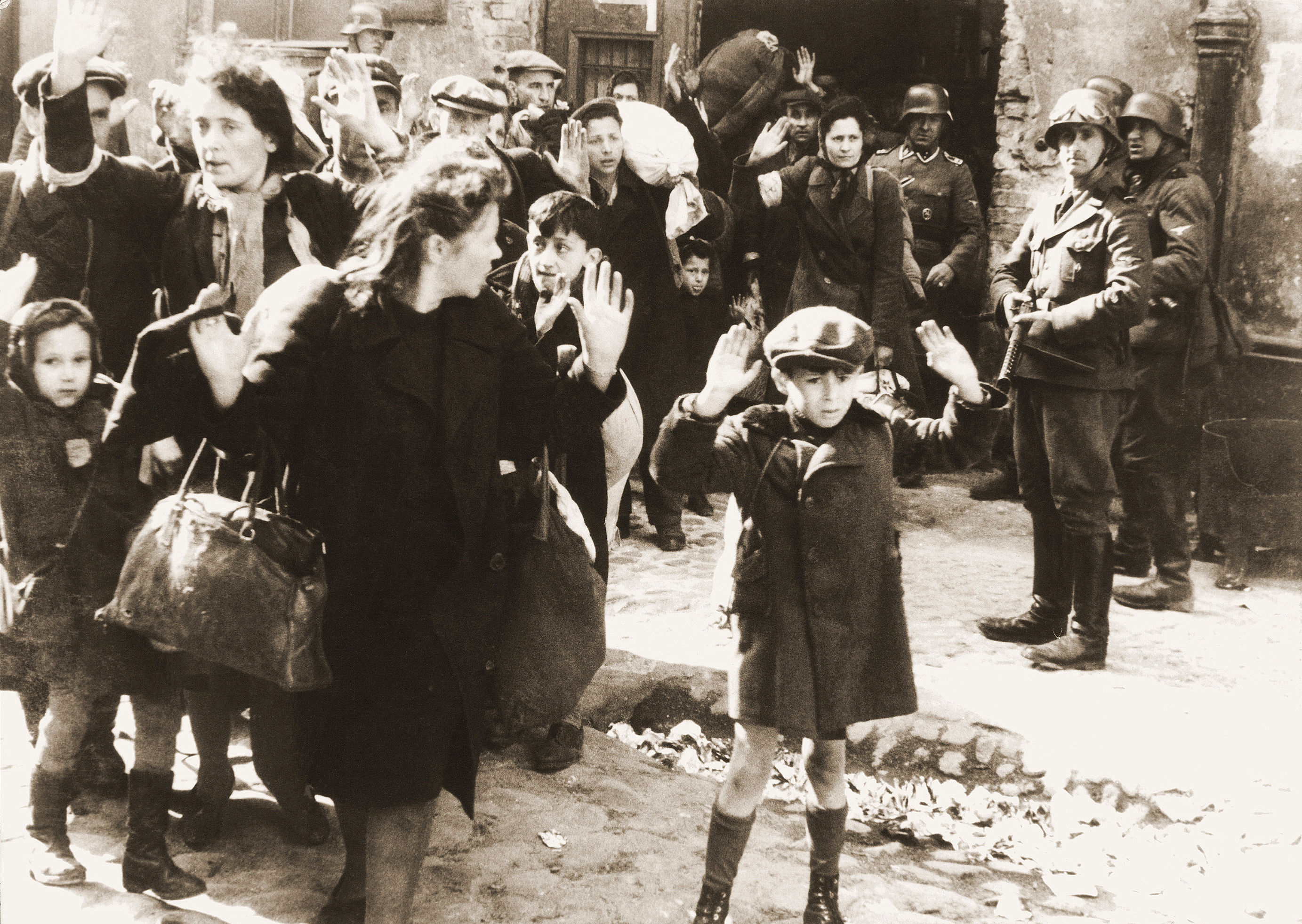
La famosa fotografia del ragazzo del ghetto di Varsavia dal Rapporto Stroop (Blösche è l'uomo con il mitra a destra).
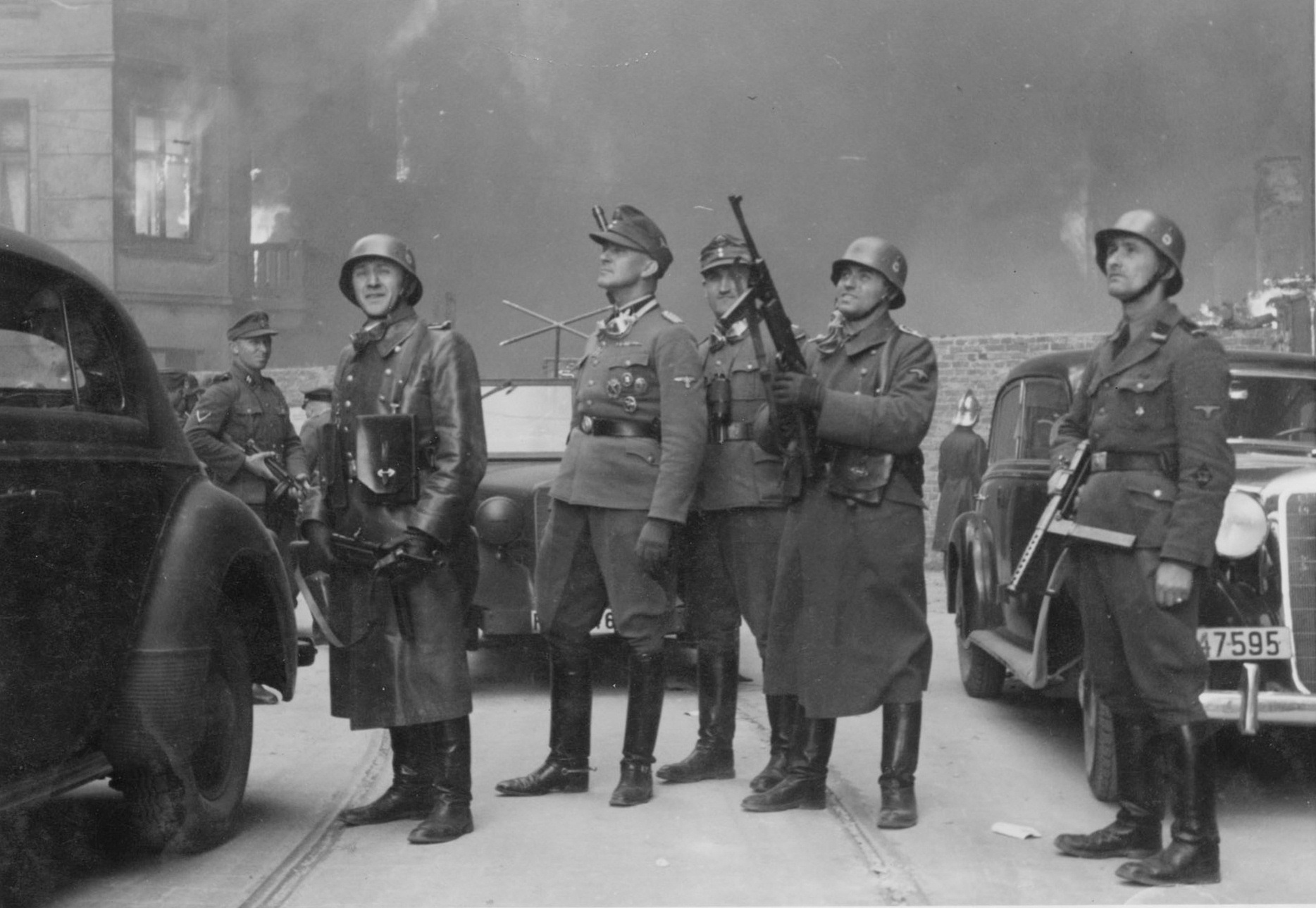
Blösche a destra, con Jürgen Stroop al centro che guarda i blocchi di case bruciare durante la rivolta del ghetto di Varsavia. La foto è stata scattata in via Nowolipie guardando ad est, vicino all'incrocio con via Smocza. Sulla balconata in fiamme a sinistra della residenza Nowolipie 66.
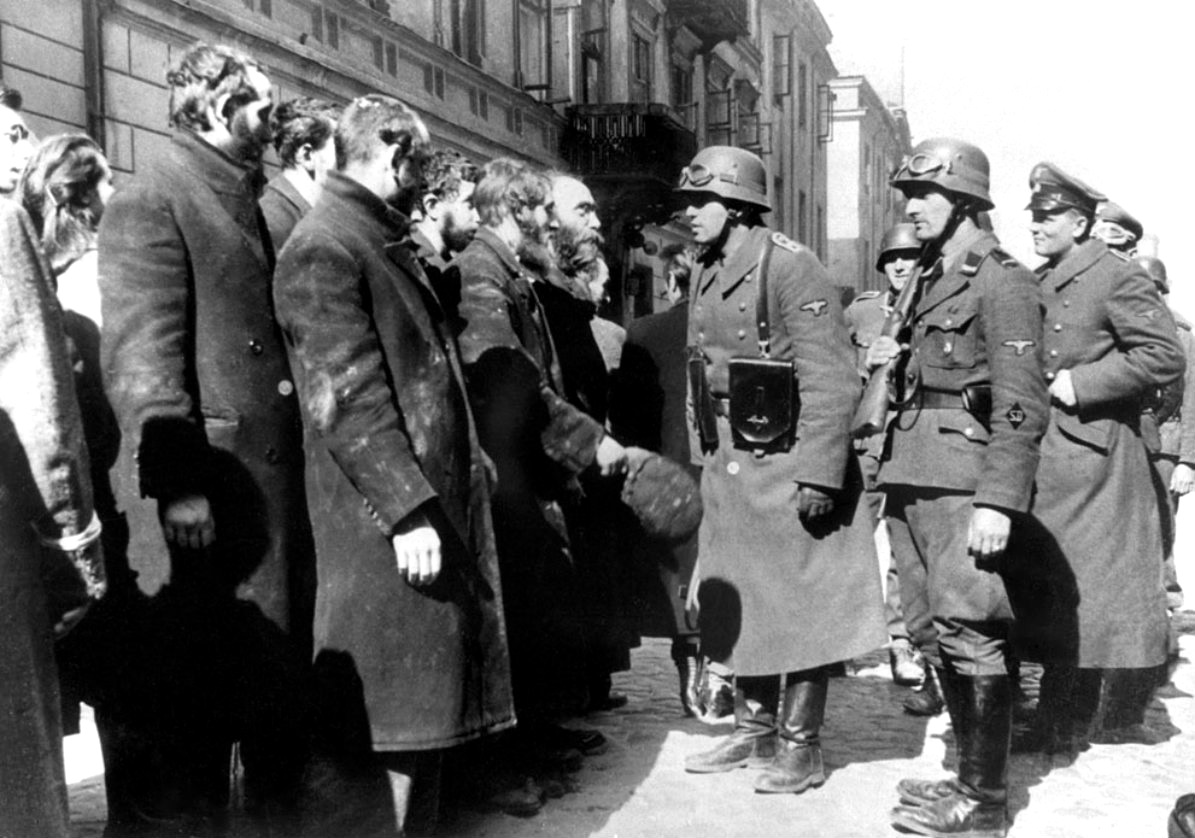
Foto da Nowolipie Street. Sul retro (da sinistra) ci sono le case a schiera a Nowolipie 32 (frammento), 30 e 28[13]. Il secondo da destra è Josef Blösche. Immagine simile, didascalia originale del Rapporto Stroop: "Jewish Rabbis."
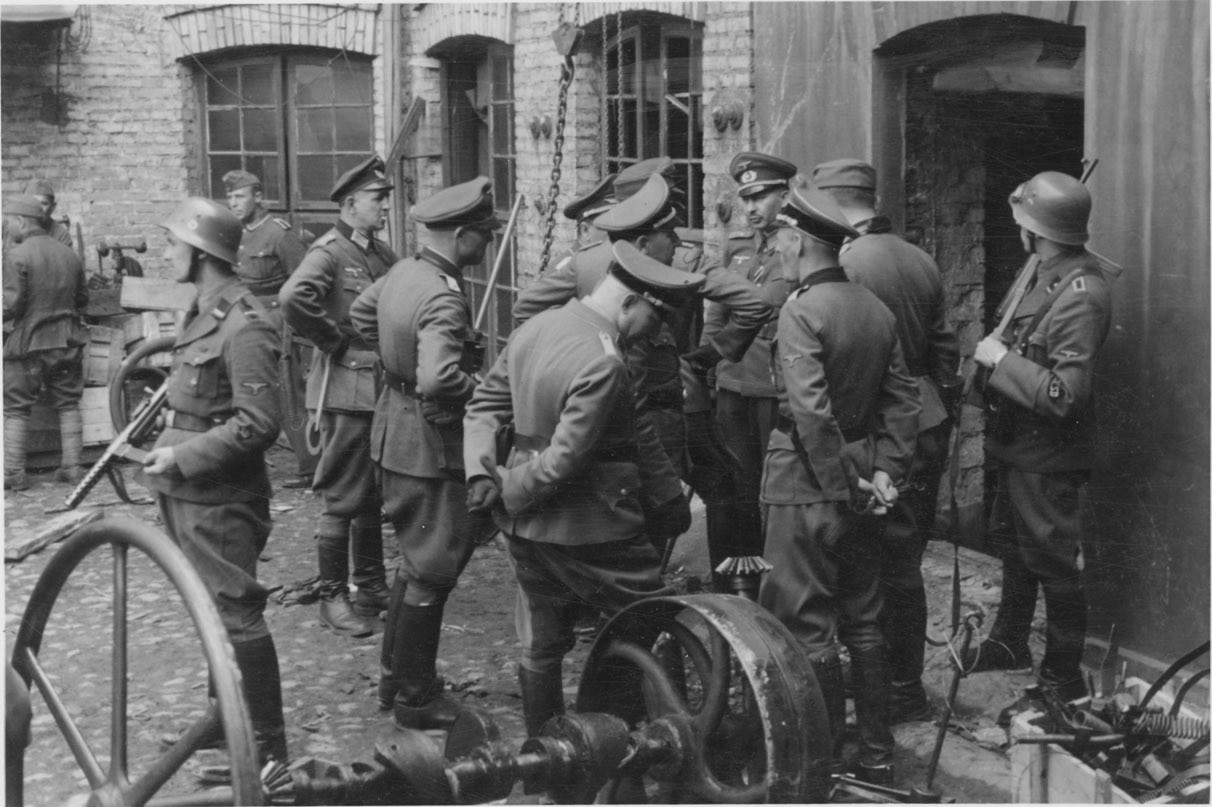
Rapporto Stroop, che mostra Blösche a sinistra. Didascalia originale "Die Räumung eines Betriebes wird besprochen" [Si discute lo sgombero di una fabbrica].